# Xã Perry, Quận Lawrence, Ohio
Xã Perry (tiếng Anh: Perry Township) là một xã thuộc quận Lawrence, tiểu bang Ohio, Hoa Kỳ. Năm 2010, dân số của xã này là 6.973 người.